# Jimmy Andrews
Jimmy Andrews (* 1. Februar 1927 in Invergordon; † 12. September 2012 in Bridgend) war ein schottischer Fußballspieler.
Andrews wechselte 1951 für £4.750 vom schottischen Klub FC Dundee zum englischen Zweitligisten West Ham United. Dort kam der linke Flügelspieler in fünf Jahren zu insgesamt 120 Pflichtspielen, 114 davon in der Liga. 1956 schloss er sich dem Ortsnachbarn und Ligakonkurrenten Leyton Orient an.
Seine Karriere ließ er in der Third Division bei den Queens Park Rangers ausklingen, wo er auch im Anschluss an seine Spielerkarriere in den Trainerstab wechselte.
1974 übernahm Andrews den Trainerposten von Frank O’Farrell bei Cardiff City. In seiner ersten Saison stieg er mit dem Klub in die dritte Liga ab, blieb aber im Amt und konnte den direkten Wiederaufstieg feiern. 1976 gewann er mit Cardiff den Welsh Cup und nahm zweimal am Europapokal der Pokalsieger teil. Im November 1978 wurde er entlassen und durch Richie Morgan ersetzt. Im Anschluss war er Scout beim FC Southampton, bevor er sich vom Fußballsport zurückzog.